# Casa individuală de pe str. Alexei Mateevici, 50 (Chișinău)
Casa individuală de pe str. Alexei Mateevici, 50 este o clădire amplasată pe str. Alexei Mateevici, 50 în Chișinău, Republica Moldova. Este un monument arhitectural de importanță națională inclus în Registrul monumentelor Republicii Moldova ocrotite de stat cu nr. 157 (municipiul Chișinău). Datează de la înc. sec. XX.